# テレビ西日本
株式会社テレビ西日本（テレビにしにっぽん、英: Television Nishinippon Corporation）は、福岡県を放送対象地域としたテレビジョン放送事業を行っている特定地上基幹放送事業者である。

## 概要
FNN・FNSの基幹局の1つで、フジテレビ系列の中では最も古い歴史を持つ。ただし、開局当時からフジテレビ系列であった訳ではない（後述）。
略称は「TNC」、現在のキャッチコピーは「ピタッと。TNC」。その前は、「ロックに。自由に。TNC」。このキャッチコピーの下に、60周年の2018年（平成30年）は「60th Anniversary」、2019年（平成31年/令和元年）は「〜ねぇ、今日何みる?〜」、2020年（令和2年）は「アツアツ8チャンネル」が付加されている。当初は開局60周年のメッセージテーマとして設定され、テーマジングルを山下達郎が担当していた（ジングルに関しては2021年（令和3年）7月現在も引き続き使用）。2019年（平成31年/令和元年）は武田鉄矢が、2020年（令和2年）は岡澤アキラがイメージキャラクターを勤めている。開局50周年から2015年（平成27年）6月までの一時期は「テレ西」という愛称を用い、福岡ヤフオク!ドームレフト内野側のフェンスには「テレ西」と書かれた広告を出していた。2018年（平成30年）3月までは「どうした?TNC（仮）」を使用していた。
現在の局舎（TNC放送会館）の所在地は、TBSテレビ系列（JNN）のRKB毎日放送と同じ街区番号内（TNCは3番2号、RKBは3番8号）であり、主たる送信所である福岡タワーにも隣接している。
地上デジタル放送のリモコンキーIDはキー局のフジテレビジョンを始めFNN系列のほぼ全ての局で使用されている「8」。またアナログ親局が1桁のFNN系列5局のうち、テレビ西日本は唯一アナログ親局をリモコンキーIDへ引き継がなかった。主な理由としては、地上デジタル放送のリモコンキーIDにおいて「9」があまり一般的ではない、FNN系列フルネット局は極力「8」に統一される方針であった、創業地である八幡と「8」をかけた、等がある。
局名の頭に「テレビ」を付けた国内初の民間放送局。また在福テレビ局で唯一、社名に「放送」が入らず「テレビ」が入っている局でもある。
コールサインは福岡局がJOJY-DTV（34ch/3kW）、北九州局のかつての地上アナログ放送がJOHX-TV（10ch/映像：1kW 音声：250W）。なお、中継局のコールサインは地上アナログ放送のみで、地上デジタル放送には割り当てられていない。FNN系列で中継局にもコールサインが割り当てられていた放送局は、地上アナログ放送終了時点で当社とテレビ静岡の2局のみであった。なお、福島テレビも中継局にコールサインが割り当てられていた時期があった。

## 経緯
TNCは当初、朝日新聞社や日本テレビ放送網（NTV）の資本が入っていた。これは多くのテレビ免許競願を1本化した為で、免許は北九州広域地方をエリアとして、同じく朝日新聞社の資本が入った九州朝日放送（KBC）と将来合併する事を条件に与えられた。ネットワークは資本の関係から日本テレビ系列（NTV系）となった。
しかしながら、同じくNTV系の山口放送（KRY）も北九州広域地方進出の機会を窺っていた。こうした状況の中で、TNCから朝日新聞社が撤退。KBCとの合併を撤回した。逆にKBCと相図って、お互いのサービスエリアへ進出する事に成功した。こうして全県で視聴可能となった矢先、KRYがNTVの後援を得て、関門テレビ局を開局した。
NTVの株主である読売新聞社が北九州で新聞の発行に踏み切った事で、TNCの筆頭株主である西日本新聞社の逆鱗に触れることとなった。更に、TNCとKBCの相互乗入れ実現に同じ毎日新聞社系という事で合併させられたRKB毎日放送（RKB、ラジオ九州と西部毎日テレビジョン放送）側に不満が発生して、同社株主を中心にUHF新局設立への動きと繋がり、これに読売・日本テレビ連合が資本参加をする動きが出てきた。
TNCと西日本新聞社はこの一連の動きを看過ごす事が出来ず、日本テレビをキー局とし続けるよりも再三フルネットの勧誘を受け、西日本新聞社と協力関係にある産業経済新聞社（産経新聞社）をグループとするフジテレビ系列に鞍替えした方が得策であると判断。1964年（昭和39年）、一部のスポンサーの反対を押し切って、ネットチェンジを決行。以降、TNCはフジネットワークの基幹局の1つとなっている。
『そして、フジネットワークは生まれた　日本有数のネットワーク、成長・発展の時代から挑戦の日々へ』（境政郎著・扶桑社）では西日本新聞社がブロック紙連合構想で産経新聞社との関係を深め、その動きの中でフジテレビがテレビ西日本に『三匹の侍』のマイクロ同時ネットを打診。TNC社長（当時）の田中斉之を中心とした経営陣がこれに応じた所、日本テレビの専務がTNC本社に乗り込んで「絶対に認められない」と抗議したが田中が抵抗して同時ネットが行われ、ネットチェンジへの端緒となった。田中の学友だった尾崎士郎が産経新聞・フジテレビ社長（当時）の水野成夫とも盟友関係であり、尾崎の仲介で水野と田中が関係を深め、「九州朝日放送との関係は良好だが、朝日新聞主導なのでフジテレビが主導権を握るのは難しく、テレビ西日本と組む方がフジテレビの将来にとって益が大きい」と水野が判断した経緯が記述されている。
キー局のフジテレビが「ウチは新聞系列ではない」と各地の新局を誘ったこともあって、昭和40年代、全国各地にUHFテレビ局が次々と開局した際、佐賀を除く九州各県のUHF第2局(テレビ長崎・テレビ大分・テレビ宮崎・テレビくまもと・鹿児島テレビ)はTNCと西日本新聞のバックアップで、地域ごとの編成比率の違いはあるものの(フジテレビより日本テレビ・テレビ朝日の番組を多く放送していた局も存在)フジテレビを軸としたTBS(第1局はすべてTBS系)以外の3系列兼務で開局することになった。また立地上近県のテレビ局を受信しやすいなどの理由で民放テレビ局が1局しかない佐賀県のSAGA TVもフジテレビ系である。ニュースの共同企画や西日本新聞社主催の金鷲旗高校柔道大会・玉竜旗高校剣道大会の九州・沖縄エリアネット中継などで、ブロック内の連携を保っている。
系列外の放送局は熊本県民テレビ（KKT）（日本テレビ系列局（3.15%））、鹿児島放送（テレビ朝日系列局（5.50%））に出資している（何れも2021年（令和3年）現在）。

## 会社の概要

### 支社・支局の所在地
北九州支局（営業部・報道部駐在 旧：北九州支社）
- 現所在地：北九州市小倉北区京町3丁目13番17号 ニシコンビル内
- 旧所在地：北九州市小倉北区堺町1丁目1番1号 JTB小倉ビル7階

東京支社
東京都中央区銀座5丁目15番1号 南海東京ビル内
大阪支社
大阪府大阪市北区梅田2丁目4番9号 ブリーゼタワー11階
ソウル特派員
2017年8月にバンコク支局を閉鎖し、ソウルに特派員を派遣。フジテレビソウル支局と協力し、東アジア情勢を精力的に取材している。
かつてはソウル（1971年 - 1981年、その後フジテレビの支局）、ボン（1981年 - 1994年、その後閉鎖）にも支局があった。ボン支局の続特派員はベルリンの壁崩壊直前のベルリンで厳重な監視の中で取材を行い、さらに当局の目をかいくぐって取材テープを支局に届け、歴史的瞬間の独占スクープに成功している。また、名古屋市と久留米市にも支局が存在したほか、高宮本社時代は西日本新聞会館に営業部門が存在した。さらに北九州本社時代は福岡支社が存在した。

### 海外提携局
- KNN[注 10]（旧PSB釜山放送、SBS系列）
- 大連電視台（中国）
- フランス3（フランス）

## 資本構成

### 2023年3月31日
出典: 
| 資本金      | 発行済株式総数 | 株主数 |
| ----------- | -------------- | ------ |
| 3億5250万円 | 70,500株       | 592    |

| 株主                             | 株式数  | 比率  |
| -------------------------------- | ------- | ----- |
| 西日本新聞社                     | 4,560株 | 6.46% |
| 電通グループ                     | 3,600株 | 5.10% |
| フジ・メディア・ホールディングス | 3,560株 | 5.04% |
| テレビ西日本従業員持株会         | 3,550株 | 5.04% |
| 西日本シティ銀行                 | 3,100株 | 4.39% |
| 福岡銀行                         | 1,600株 | 2.26% |
| 日本製鉄                         | 1,500株 | 2.12% |
| 木曽節文                         | 1,200株 | 1.70% |
| 安部幸昭                         | 1,000株 | 1.41% |
| 竹中工務店                       | 1,000株 | 1.41% |

### 過去の資本構成
企業・団体は当時の名称。出典：

## 沿革
- 1957年（昭和32年）
  - 4月15日 免許申請。
  - 10月22日 予備免許交付。
- 1958年（昭和33年）
  - 4月1日 株式会社テレビ西日本設立[13]。

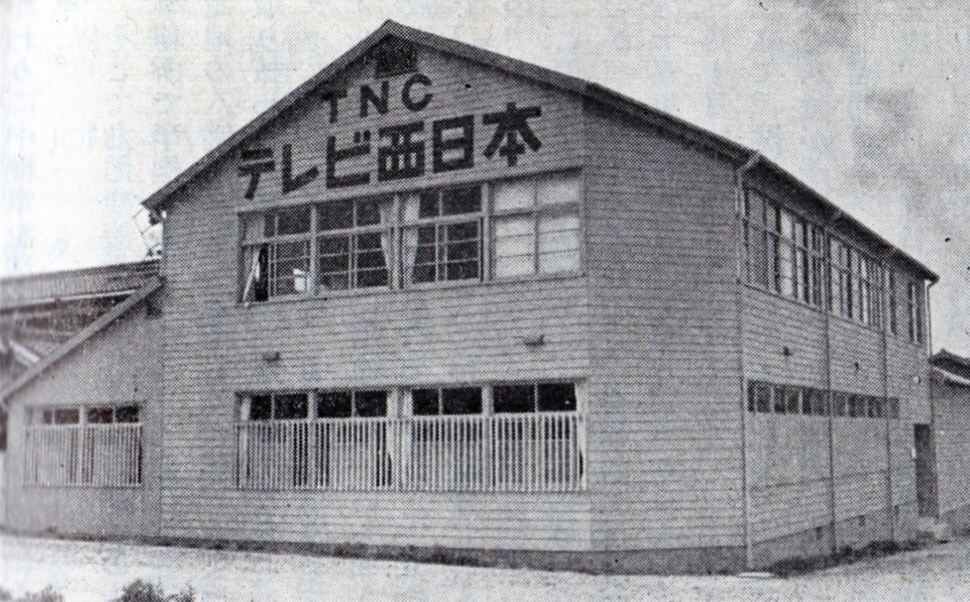
1960年の放送会館完成まで使用していたバラック小屋

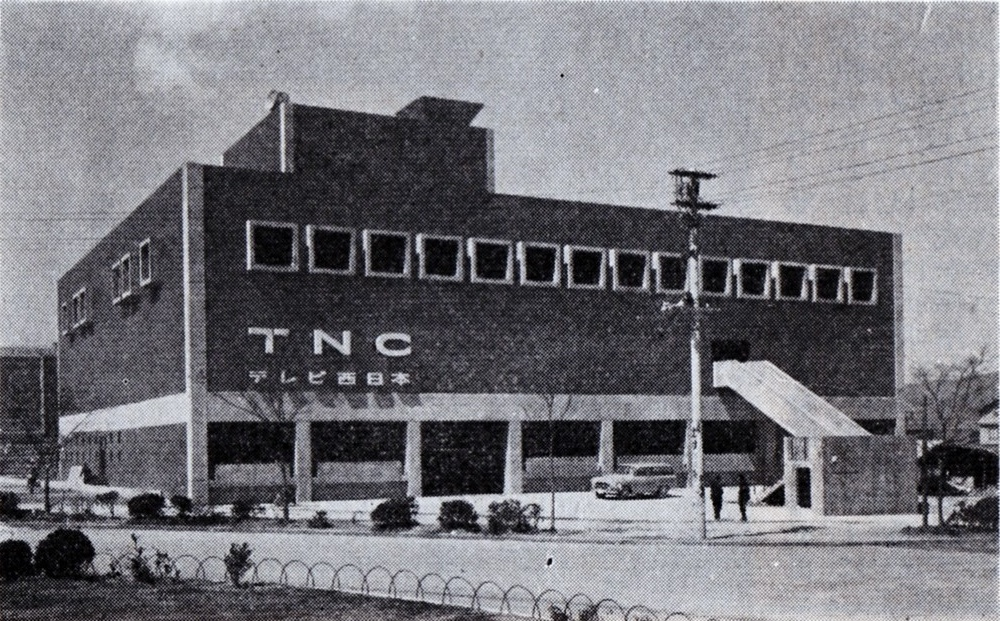
八幡市に完成した放送会館（1961年ごろ）

  - 5月10日 当時の八幡市（現：北九州市）に仮事務所を設置[13]。
  - 7月25日 皿倉山送信所（八幡テレビ・FM放送所の項参照）が完工[13]。
  - 8月3日 皿倉山送信所から試験電波を発射[13]。
  - 8月8日 皿倉山送信所に対し本免許交付[13]。
  - 8月15日 皿倉山送信所から試験放送を開始[13]。
  - 8月28日 日本テレビ系列局として開局（JOHX-TV、10ch、映像出力1kW。民放テレビ福岡県第2局、関門地区第2局）[注 15]。

当時の北九州5市（八幡市・小倉市・門司市・戸畑市・若松市）および山口県下関市を中心とした、関門都市圏（福岡県北九州地方と山口県西部）を放送エリアとした[14]。
開局当時、送信所は皿倉山の山頂に設置された。本社放送会館落成までの間、放送機器やアナブースは山頂の送信所のみに設置されていたため、アナウンサー、ディレクターなどが3、4人で1班となり、交代で麓から山頂まで車で登って放送を出した[13]。これら社員の通勤や取材ニュースフィルムの運搬などには、前年に開業した帆柱ケーブルも使われた[13]。また、本社放送会館落成までの間、社屋は木造の仮社屋だった[13]。（同様の例は長崎放送（NBC）テレビにもあった。稲佐山頂に放送設備とアンテナを建設し、後に放送会館を建設。）開局は読売テレビ（ytv）と同日。
- 1960年（昭和35年）3月31日 皿倉山の麓の八幡市（現在の北九州市八幡東区西本町地域）に本社放送会館落成。将来のFMラジオ放送を構想しラジオスタジオを設置したが、ラジオ放送は実現せず。同年5月10日に実施した開館式には高松宮宣仁親王の臨席を仰いだ。
- 1962年（昭和37年）2月14日 福岡放送局、福岡市高宮（現在の福岡市南区高宮4丁目20番23号）[注 16]に送信所を兼ねて設置（JOJY-TV、9ch、映像出力1kW。福岡地区第3局。KBCテレビ北九州中継局と同時に開局）[注 17]。
NHK熊本総合テレビとチャンネルが重複するとして、九州朝日放送北九州テレビ局とともに、出力が大幅に抑えられた。
- 1964年（昭和39年）
  - 8月31日 久留米中継局、九千部山に設置（60ch、映像出力300W）大牟田中継局、甘木山に設置（55ch、映像出力100W）。

筑後地方、佐賀・長崎・熊本の一部でも視聴できるようになる。
  - 10月1日 フジテレビ系列へのネットチェンジ作業完了。
- 1966年（昭和41年）
  - 7月20日 カラー放送開始[注 18]。福岡市南区高宮の福岡放送会館（旧本社）

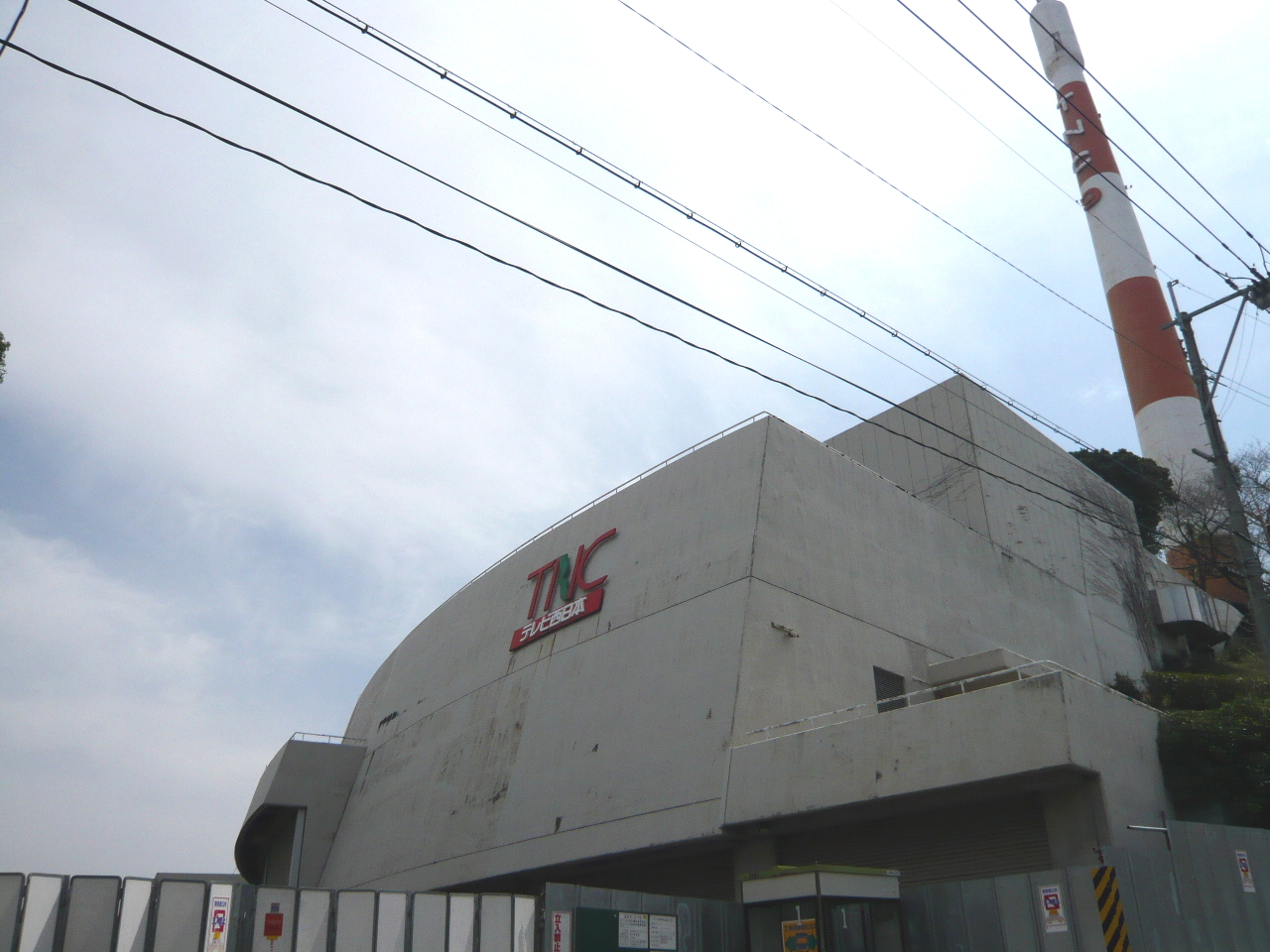
福岡市南区高宮の福岡放送会館（旧本社）

  - 7月31日 福岡放送局送信所の真下に、福岡放送会館落成。
  - 10月3日 フジニュースネットワーク（FNN）創設と同時に加盟。
- 1970年（昭和45年）10月20日 福岡局の映像出力を5kWに増力。
- 1973年（昭和48年）8月6日 開局15周年を記念して、福岡から『夜のヒットスタジオ』を放送。
- 1974年（昭和49年）11月13日 本社を福岡放送会館に移転、福岡局が親局に。
これに伴い親局のコールサインがJOHX-TVからJOJY-TVに変更される。ただし前者は北九州局（アナログ放送）のコールサインとしてアナログ放送終了まで引き続き使用されていた。
本社移転後、北九州市八幡に所在した旧本社の土地・建物は、釣り具のポイント等を経営する、株式会社高宮諦商店（現・株式会社タカミヤ）に売却された。タカミヤは本社として活用していたが、その後建物の老朽化もあり、新日本製鐵八幡製鐵所の遊休地に建設した物流センターに本社を移転。跡地は解体され、地域住民を対象としたスポーツクラブに生まれ変わった。
- 1975年（昭和50年）2月1日 全国ネットのテレビドラマ『がんじがらめ』（原作・脚本：花登筺）を土曜21時枠にて放送（ - 4月26日）。
- 1978年（昭和53年）12月20日 NHK熊本局（総合はオフセットなしの9ch、TNCは+10kHzオフセットの9ch）に関する技術的問題を解決するめどが立ったため、福岡局の映像出力を10kWに増力。
- 1980年（昭和55年）12月15日 テレビジョン音声多重放送開始[注 19]。
- 1981年（昭和56年）4月1日 CI導入により現行のロゴマークに変更した。大きく「TNC」と描かれ、下には「テレビ西日本」と記されている。また、色は「赤」と「緑」であり、「N」の真ん中には翼をモチーフにしたロゴになっている。デザインは平松暁（アートディレクターは平松聖悟・平松暁）である。一時期は「心に翼をつけよう」というキャッチフレーズが存在、オープニングやクロージングで使用されたことがある。（開局から1981年（昭和56年）3月まで使われた旧ロゴは太字で「TNC テレビ西日本」と書かれたロゴだった。）

また、イメージソング「心に翼をつけよう」をリリースし、放送開始・終了時の音楽として使用（後述）。
- 1989年（平成元年）9月18日 天神にあるイムズが開業したのを記念して、イムズホールから、福岡市出身のタレントタモリ司会の、『笑っていいとも』を生放送、制作協力を行った。テレフォンアナウンサーは、田久保尚英アナウンサーが担当した。
- 1993年（平成5年）6月14日 福岡タワーに送信所を移転し、放送を開始。
- 1996年（平成8年）
  - 8月5日 本社を現在のTNC放送会館、福岡市早良区百道浜（RKB向かい）に移転。

（本社移転の際、特別番組は放送されなかった）
  - 8月8日 現本社にマスター移転、運用開始。

それまでは高宮旧本社のマスターから送出していた。新マスター火入れ式の様子は、午後の『TNCニュース』で放送された。旧本社の施設は関連会社ビデオステーション・キュー（現・VSQ）が使用していたが、現本社に移転、解体。
- 2003年（平成15年）8月13日 『水10!ワンナイR&R』で福岡ダイエーホークス（現・福岡ソフトバンクホークス）の監督・王貞治を侮辱した場面が放送されたことにより、その年、優勝したホークスの日本シリーズの放送権を取れず。いわゆる『王シュレット事件』である。
- 2005年（平成17年）3月20日 福岡県西方沖地震発生。この地震で、本社放送会館内部に（報道フロアのテレビモニターが落下するなどの）被害があり、会館内に避難指示が出された。
- 2006年（平成18年）
  - 3月1日 アナログ・デジタル統合のマスター（主調整室）に更新。（東芝製）
  - 6月1日 福岡地区で、地上デジタル放送（ワンセグ放送含む）試験放送開始。
  - 7月1日 福岡地区で、地上デジタル放送開始。
  - 9月17日 台風13号災害で、中継車車庫のシャッターの破損など、本社ビルが一部被災。

この模様は当日深夜の『FNNニュース』で、田久保尚英アナの中継により全国に配信され、また、翌朝の『とくダネ!』でも取り上げられた。
  - 10月2日 24時間放送開始（日曜深夜から月曜未明を除く）。
- 2007年（平成19年）
  - 4月7日・4月8日 福岡国際センターで、全日本選抜柔道体重別選手権大会を全国ネットで放送開始。
  - 10月29日 ビデオステーション・キューがTNC放送会館内に移転し、福岡放送会館は完全閉鎖。
- 2008年（平成20年）
  - 8月28日 開局50周年。翌日8月29日に、50周年特別番組ドラマ『クッキングパパ』を放送。
  - 11月1日 西日本鉄道との共同開発による、地上デジタル放送のデータ放送を使ったバスロケーションサービス（愛称「バスナビTV」）を開始。
- 2011年（平成23年）7月24日 この日正午をもって地上アナログ放送による通常放送を終了。ブルーバックのお知らせ告知を流した後、23時58分ごろ、アナログ放送終了の特別クロージングを流して24時00分00秒で停波。北九州放送局のコールサイン「JOHX-TV」は同日付で廃止になった。
- 2012年（平成24年）3月29日 この日をもって月曜深夜（火曜未明） - 木曜深夜（金曜未明）の24時間放送を終了。（ただし、金曜深夜（土曜未明） - 土曜深夜（日曜未明）の24時間放送は継続。）
- 2013年（平成25年）開局55周年。8月3日、及び翌週の8月5日 - 8月29日に、55周年特別番組としてドラマ『めんたいぴりり』を放送。
- 2017年（平成29年）4月3日 月曜深夜（火曜未明） - 木曜深夜（金曜未明）の24時間放送再開。
- 2024年（令和6年）6月30日 - TNCを含む福岡県内民放4局（RKB毎日放送、九州朝日放送、福岡放送）と、災害対策基本法2条5号に定められる指定公共機関の指定を受けている日本放送協会（NHK）の福岡放送局及び広島放送局との間で、災害報道に関する覚書を締結[15][16][17]。

初代ロゴ（1958年 - 1962年）
2代目ロゴ（1962年 - 1981年3月31日）

## 社史・記念誌
- テレビ西日本十年史（TNC社史編纂委員会 編集） 1968年（昭和43年）7月1日発行、164ページ[18]。
- テレビ西日本開局50年史 おっ!?テレ西（テレビ西日本50年史編纂室 編集） 2008年（平成20年）8月発行、454ページ。

## ネットワークの移り変わり
- 1958年（昭和33年）8月28日 福岡県八幡市（現：北九州市）（関門地区）で放送開始。日本テレビ系列第2号局として「ステーション・ネット局」宣言。よみうりテレビと同日に開局。
- 1962年（昭和37年）2月14日 福岡県福岡市（西部地区）で放送開始。ネットは変わらず。
- 1964年（昭和39年）10月1日 親会社の西日本新聞社がキー局日本テレビの親会社読売新聞社が同年9月23日北九州市に西部本社設立・発刊したことへの報復措置として日本テレビにネット解消を通告、スポンサーの関係で残留した『健康増進時代』等一部の番組を除くほぼ全ての日本テレビの番組が姿を消す（大半がRKB毎日放送に移行）。フジテレビとネットを組む。以降同局のフルネット局となる[注 20]。
- 1966年（昭和41年）10月3日 ニュースネットワークFNNに加盟。
- 時期不明 報復措置の一部緩和により日本テレビ系番組がローカルセールス枠の遅れネットで再度増加。
- 1969年（昭和44年）4月1日 福岡放送の開局で日本テレビ系の番組がごく一部を除き姿を消す。
- 1969年（昭和44年）10月1日 この日発足したFNSに加盟。同時に最後まで残っていた日本テレビの番組が完全に姿を消し、フジテレビ完全ネットとなる。
- 1991年（平成3年） 4月1日 TVQ九州放送の開局により、それまで一部番販ネットしていたテレビ東京系番組が姿を消す。

## 主なテレビ放送所
福岡局が県内全体を統括する親局となっている。
- 呼出符号：JOJY-DTV

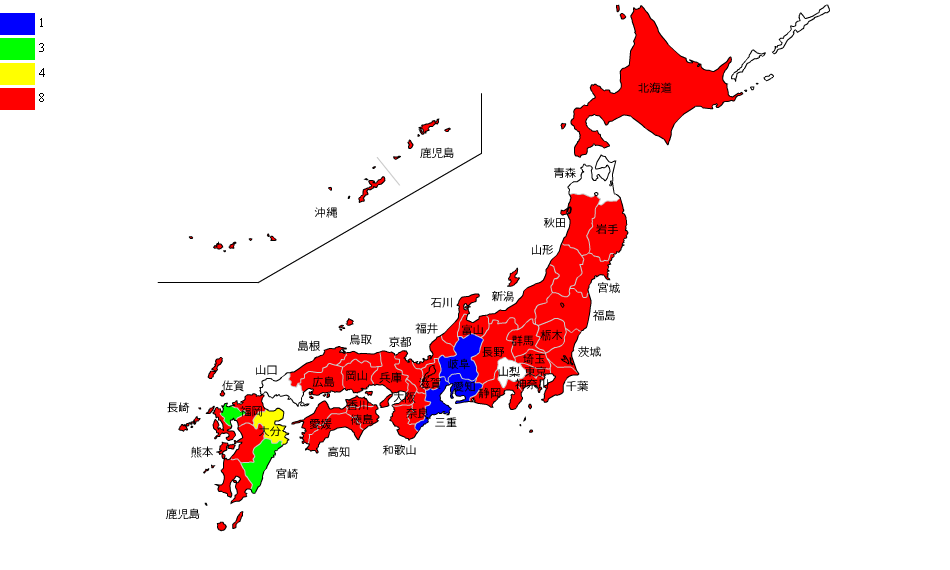
フジテレビ系列のリモコンキーID地図

- 呼出名称:テレビにしにっぽんデジタルテレビジョン
- リモコンキーID：8

| 局名     | チャンネル | 空中線電力 | 所在地     | 備考 |
| -------- | ---------- | ---------- | ---------- | --- |
| 福岡局   | 34ch       | 3kW        | 福岡タワー | 開局当初は暫定的に出力30Wで運用し、2006年11月に試験的に定格出力まで増力。同年12月1日よりフルパワー放送。                                                          |
| 北九州局 | 29ch       | 1kW        | 皿倉山     | 2006年10月1日開局。開局後の1ヶ月は出力10Wで、その後2007年1月21日までは100Wで運用。                                                                                |
| 久留米局 | 29ch       | 30W        | 九千部山   | 2006年12月1日開局。開局から2007年1月14日までは出力3Wで運用。 開局日程を決めるにあたっては、同じ九千部山に親局が設けられるサガテレビとのエリア調整が関係していた。 |
| 大牟田局 | 29ch       | 10W        | 甘木山     | 2007年6月1日開局。当初は出力1Wで運用。 |
| 行橋局   | 29ch       | 10W        | 大坂山     | 2007年9月1日開局。 |
| 宗像局   | 29ch       | 21W        | 許斐山     | 2007年9月1日開局。試験放送中は出力2Wで運用。 |
| 糸島局   | 34ch       | 30W        | 可也山     | 2007年9月1日開局。 |

### アナログ放送
| 局名       | チャンネル       | 空中線電力         | 所在地     | 呼出符号 | 呼出名称                        |
| ---------- | ---------------- | ------------------ | ---------- | -------- | ------------------------------- |
| 福岡局     | 9ch              | 映像10kW/音声2.5kW | 福岡タワー | JOJY-TV  | TNCふくおかテレビジョン         |
| 北九州局   | 10ch             | 映像1kW/音声250W   | 皿倉山     | JOHX-TV  | TNCきたきゅうしゅうテレビジョン |
| 久留米局   | 60ch             | 映像300W/音声75W   | 九千部山   |          |                                 |
| 行橋局     | 54ch（垂直偏波） | 映像100W/音声25W   |            |          |                                 |
| 大牟田局   | 55ch             | 映像100W/音声25W   | 甘木山     |          |                                 |
| 南大牟田局 | 56ch             | 3W                 | 三ツ塚山   |          |                                 |

## スタジオ
スタジオは放送会館西側の低層棟4 - 5階に位置する。
- 第1スタジオ 130坪 2層吹き抜け ももち浜ストア、報道ワイド 記者のチカラ、福岡NEWSファイルCUBE

2013年（平成25年）3月、スタジオ照明がすべてLED（パナソニック製）に更新された（スタジオ全照明LED化は日本初）
- 第2スタジオ FNN Live News イット!（週末ローカル枠）、FNN Live News days（週末版含む）、定時ニュース（FNN Live News α、すぽると!内ローカルニュース含む）、TNC批評、WORLD FUKUOKA NEWS

## 情報カメラ設置ポイント
- 本社屋上（福岡市早良区）
- 天神ビル（福岡市中央区）

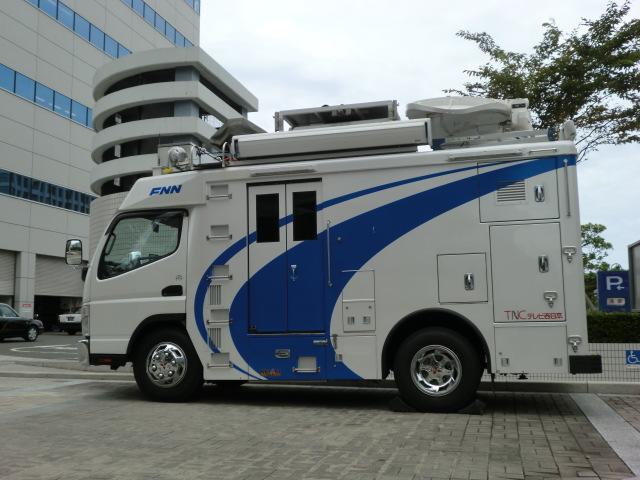
TNCの中継車

- リーガロイヤルホテル小倉（北九州市小倉北区）
- 海峡ゆめタワー（山口県下関市）
- 福岡空港（福岡市博多区）
- 北九州空港（北九州市小倉南区）
- 山口宇部空港（山口県宇部市）

## 番組

### 自社制作番組
報道
- TNCニュース（随時、2007年12月にHD化）
- FNN Live News days（月曜 - 金曜 11:30 - 11:50、土曜・日曜 11:50 - 12:00）
- 報道ワイド 記者のチカラ（月曜 - 金曜 16:49 - 19:00）
- 福岡NEWSファイル CUBE（土曜 9:55 - 11:15）
- FNN Live News イット!（週末版、土曜・日曜 17:30 - 18:00）

情報・ワイドショー
- ももち浜ストア（月曜 - 木曜 9:50 - 11:15、金曜 9:50 - 11:25）
- 生放送てんじんNOW!（土曜 12:00 - 13:00）

バラエティ
- じもちゃんねる（火曜 19:00 - 21:00）
- 華丸・大吉のなんしようと?（金曜 19:00 - 20:00）
  - 関西テレビ・北海道文化放送・BSよしもとでも遅れネットで放送。

- ゴリパラ見聞録（土曜 0:45 - 1:15）
  - テレビ神奈川・テレビくまもと・テレビ長崎・さんいん中央テレビ・仙台放送などでも遅れネットで放送。さらに、CS・フジテレビONEでも放送している為、未放送地域でも視聴可能。

- うどんMAPサタデー（土曜 18:30 - 19:00）
- WORLD FUKUOKA NEWS（不定期）
  - 番組内コーナー「鮭たろう」がロケットニュース24経由でTwitterで話題となった。

- にーっ（土曜 12:55 - 13:00）
- やまだんち（日曜 12:55 - 13:00）
- ニッポンわが町うどんMAP（毎年2月下旬、全国ネット）
- 山里亮太と指原莉乃のウチの町では大ニュース （不定期、全国ネット）

スポーツ
- KEIBA BEAT（日曜 15:00 - 16:00）
  - 小倉競馬場での開催時は自社制作。1月下旬 - 2月開催時は本局制作分に差し替え（それ以外の局は関西テレビ制作分を放送）、6月下旬 - 7月中旬の小倉開催時は本局がキーステーションになる。

- とべとべホークス（水曜 21:54 - 22:00）
- DRAGON GATE〜龍の扉〜（不定期）
- HAWKS Enjoy Baseball LIVE（火曜 18:09 - 21:00 他）
  - 火曜日のローカルセールス枠を利用し、TVQ九州放送と共に多くの頻度で放送されている。※18:09 - 19:00はEPG上では「ももち浜S特報ライブ」（2021年度まで）→「報道ワイド 記者のチカラ」（2022年度から）に内包。
  - 火曜日だけでなく土日のデーゲームや別日のナイターゲームなども不定期で放送される。
  - 不定期でホークス2軍の試合中継を行うことがある。
  - 日本シリーズの全国中継はフジテレビ主導制作（技術面・リアルタイム字幕放送・連動データ放送付加・番組送出も全て担当し、テレビ西日本は制作協力扱いとなる）で放送する。

- Jリーグ・アビスパ福岡・ギラヴァンツ北九州ホーム戦試合中継※不定期

ドラマ
- 土曜スペシャル、土曜劇場（土曜 13:00 - 15:00、15:00 - 17:00）
  - 主に連続ドラマの再放送を行う。不定期でバラエティー再放送や別番組が放送されることもある。

教養・ドキュメンタリー・芸術
- ドキュメント九州（日曜 6:30 - 7:00、FNS九州沖縄8局持ち回り制作）
- おはようTNC（日曜 6:10 - 6:15）
- はぐはぐ（日曜 8:55 - 9:00）
- ミライへの1minite（日曜17:25 - 17:30）
  - テレビ長崎でも放送

- 匠の蔵 HISTORY OF MEISTER（日曜 21:47 - 21:50、FNS九州沖縄8局ネット）

自己批評
- 月刊TNC批評（月1回日曜 6:15 - 6:30）

### フジテレビ系ネット番組
※2025年4月現在。制作局の表記のない番組はフジテレビ制作。

#### 同時ネット番組（全国ネット除く）
バラエティ
- 今夜はナゾトレ（火曜 19:00 - 20:00）
  - 不定期で休止または遅れネット。

アニメ
- ゲゲゲの鬼太郎 私の愛した歴代ゲゲゲ（日曜 9:00 - 9:30）
- TO BE HERO X（日曜 9:30 - 10:00）

情報・ワイドショー
- めざましテレビ全部見せ（月曜 - 金曜 4:55 - 5:25）
- 旬感LIVE とれたてっ!（月曜 - 金曜 13:50 - 15:45、関西テレビ制作、製作協力局）
- 日曜報道 THE PRIME（日曜 8:25 - 8:55、※7:30 - 8:25は全国ネット）

スポーツ
- うまンchu（日曜 1:15 - 1:45、関西テレビ制作）

音楽
- ミュージックフェア（土曜 18:00 - 18:30）

#### 時差ネット番組
バラエティ
- 西村キャンプ場（月曜 0:55 - 1:25、テレビ新広島制作）
- 発見!タカトシランド（月曜 1:25 - 2:25、北海道文化放送制作）
- 千原ジュニアのヘベレケ（月曜 2:25 - 2:55、東海テレビ制作）
- おかべろ（火曜 0:15 - 0:45、関西テレビ制作）
- マルコポロリ!（火曜 1:45 - 2:15、関西テレビ制作）
- 相葉◎×部（水曜 0:15 - 0:45）
- 何か“オモシロいコト”ないの?（木曜 0:15 - 0:45）
- タイムレスマン（木曜 1:45 - 2:15）
- ネタパレ（金曜 0:15 - 0:45）
- 突然ですが占ってもいいですか?（土曜 1:55 - 2:25）

アニメ
- 謎解きはディナーのあとで（金曜 23:30 - 翌0:00）ノイタミナ枠

教養
- テレビ寺子屋（日曜 5:30 - 6:00、テレビ静岡制作）

ドキュメンタリー
- FNSドキュメンタリー大賞（金曜 2:25 - 3:20、FNS28局持ち回り制作）

通販
- DJモノフェスタ（月曜 - 土曜深夜）

不定期
- なりゆき街道旅
  - TNC制作『ゴリパラ見聞録』の3人が出演する九州特別編を中心に不定期放送。主に85分短縮版。

- 金バク!（岡山放送制作）
  - 2017年5月以降、深夜枠で断続的に不定期放送を行っている。

- ぐっさん家（東海テレビ制作）
  - 深夜の30分枠で穴埋めとして不定期放送。

### 他系列時差ネット番組
- 洋楽天国+（プラス）（土曜 2:25 - 2:55、テレビ神奈川制作）

### 再放送
- 火曜は全力!華大さんと千鳥くん（日曜 14:00 - 14:55)
- 華丸・大吉のなんしようと?（日曜 13:00 - 13:55）[注 21]
- 奇跡体験!アンビリバボー（不定期）[注 22]

### 終了した自社制作番組
| 報道 平日朝のローカルニュース番組 - TNCモーニングワイド - TNCモーニングコール 平日昼のローカルニュース番組 - TNCニュースレポート11:30 - FNNスピーク、FNNスピークWeekend - FNNプライムニュース デイズ 夕方のローカルワイドニュース番組 - テレポートTNC - TNCニュースレポート5:30 （土日版） - TNCスーパータイム NEWS&SPORTS - TNC NEWS ザ・ヒューマン - TNCスーパーニュース FNN - FNNスーパーニュース ハチナビ - TNCスーパーニュースFNN（第2期） - FNN TNCスーパーニュースWEEKEND - TNC5時のニュース／6時のニュース - FNNみんなのニュース 福岡 - TNC みんなのニュース Weekend - FNNプライムニュース イブニング - ももち浜S特報ライブ（月曜 - 金曜 15:42 - 19:00） 夜の最終版ニュース番組 - FNN西日本新聞ニュースレポート23:00 - FNN西日本新聞ニュースレポート23:30 （土日版） - FNNニュース工場 TNC - FNN DateLine TNC→TNC DATE LINE - FNN NEWSCOM TNC その他の報道番組 - TNC取材ノート - TNCジャーナル（日曜 5:45 - 6:00） - ももち報道K宣言!（土曜10:25 - 11:45） - 西日本新聞ニュース（日曜 11:50-12:00） 情報・ワイドショー 平日午前の情報ワイド番組 - あなたの11 - あなたのスタジオ - スタジオ'xx（xxには西暦年号が入る） - テレビスパイス - モーニングマガジン - モーニングミント - 夢色レディスショック（金曜のみ） - 夢色パレット（金曜のみ） - ももち浜ストアプラス 平日午後のローカルワイド - ※情報レシピ ニジ☆ゴジ（金曜 14:05 - 16:50） - ハチナビプラス ギュギュッと!（月曜 - 金曜 16:53 - 17:54） - タマリバ（月曜 - 金曜 15:50 - 16:53） - ももち浜ストア 夕方版 日曜午前11時台のバラエティ番組 - とことんサンデー - サンデーブランチ - Hi-Ho! - ぷるんアラモード - となりのマイスター（土曜 17:00 - 17:30） 日曜午後0時台の情報・バラエティ番組 - にちようももち（日曜 12:00 - 13:00） - ナンテ未来ダ!?首都福岡（日曜 12:00 - 13:00） | バラエティ ゴールデンタイムで放送された番組 - アジバラ!7 - 家においでよ! - ただいまテレビ - ひらけ!夢たま - ふとっぱら! 深夜枠 - 鉄腕ももち - タベルナの夜 - 私書箱No.1 - AtoZ'on - 今晩あいたいTNしー! - アジバラ! - 星の種 - レモンの月 - ガッチがち - ぷるんぷるん - Do夜はとことん（1991年10月 - 1993年3月） - 今夜も万事快調!（土曜 1:05 - 1:35） - しんや君 - BlueFile - ピィース! - タイムスペース25 - AI VISION TV らんちゅう（金曜 1:05 - 1:35） - ミッドナイトショッピング（火曜 - 木曜 0:35 - 0:50） - ちかっぱ!（土曜 1:05 - 2:05） - テレ西のタネ（火曜 1:45 - 2:00） - ナ・ニ・ス・ル? - 女子アナあわー アナ♥てな - 女子アナあわー deep - 九州だんじ（土曜 1:55 - 2:25） - コレカラ（土曜 1:35 - 1:50） - ミラクル☆ヴィーナス（土曜 1:10 - 1:40） - ピカ男ピカ女（金曜 0:25 - 0:55） - マニア・マニエラ（土曜 1:55 - 2:15） - バリすご8（月曜 0:30 - 1:00） - HKTのピシャッと48（土曜 1:25 - 1:55） - 第∞世代〜ここまでどうですか?〜（木曜 0:25 - 0:55） - 加藤浩次のちゃっかりバズってます!!（土曜 1:55 - 2:25） - TNCのみで放送されているが、制作に同局は携わっておらず、ライブ配信ストリーミングサイト『ミクチャ』を運営する株式会社DONUTS制作の番組である。 土曜夕方枠 - ○○編集社（毎月最終土曜 17:00 - 17:30） 昼枠 - HKT48のごぼてん!（毎週日曜 12:00 - 12:30） スポーツ - おはよう!ホークス - フィッシングバトル九州 - DO!すぽ - アビスパッと!TV 教育・教養・ドキュメンタリー - We love 九州 - ヒューマン九州21 家族のうた（九州・沖縄8局ネット） - 空とぶヒヨコ - レインボー九州 - 3×3=Qでん - Qでん百科（金曜 11:00 - 11:15：九州7局ネット） - GSK ポリデントPresents 夢空 - ぐるぐるアース - 探Qサイエンス - かんたん!good料理アワー（火曜 21:54 - 22:00、KTN、TKU、TOS、KTSでも放送） - フレッシュ!!ふくおか県 - 世界のハレノヒ（水曜 22:54 - 23:00） - TVホームドクター なるほど健康 - アジアへの扉（日曜 17:25 - 17:30） - 育じーズ（日曜 6:10 - 6:15） - 美の鼓動・九州（日曜 11:45 - 11:50） アニメ - 熱血ゴリラ教師 イチゴリ先生（月曜 21:54 - 22:00） その他 - とべとべトピックス - TNCホット情報（番組の紹介） - TNCプラザ - 関係したい!TNC - てれビ〜ムTNC - みんなのふくおか - いきいき情報北九州 - 博多ステイハングリー（木曜 1:35 - 2:30） - ドラマ／ローカル情報バラエティ ドラマ - クッキングパパ - 開局50周年特別番組 - めんたいぴりり（月曜 - 木曜 9:50 - 10:05） - 同局初の朝ドラマ。 - めんたいぴりり2（金曜 19:00 - 19:57） - ガチ★星（金曜 0:25 - 0:55） - ゴゴドキ!（月曜 - 金曜 14:45 - 15:42） |

### ネットチェンジ前に放送されていた日本テレビ系列の番組
- きょうの出来事（1964年9月30日打ち切り）
- ミユキ野球教室（RKBへ移行）
- 光子の窓→スタジオNo.1
- シャープクライマックス 人生はドラマだ
- 日本テレニュース（1964年9月打ち切り）
- ドラマ『轟先生』
- ヤシカゴールデン劇場
- 快傑ハリマオ
- 三菱ダイヤモンド・アワー
- ロンパールーム（RKBへ移行）
- キユーピー3分クッキング（KBCの自社製作に移行、日本テレビ版はFBSで1969年4月に再開）
- ジャングルボンバ
- 婦人ニュース
- 花王ワンダフルクイズ
- NNNニュースフラッシュ（1964年9月30日打ち切り）
- 味の素ホイホイ・ミュージック・スクール（RKBへ移行）
- 底ぬけ脱線ゲーム
- よみうりテレビ制作土曜7時枠連続ドラマ（第1期・大塚製薬一社提供）
  - 頓馬天狗
  - 琴姫七変化
  - うちのママ姉ちゃん
  - 噂の錦四郎（RKBへ移行）

ほか多数

### ネットチェンジ後に放送されていた日本テレビ系列の番組
- ザ・ビートルズ日本公演（1966年7月8日 22:00 - 23:00、日本テレビより1週間遅れで放送）[21]
- レ・ガールズ（1967年8月10日 - 1968年7月18日、木曜 18:15 - 18:45）
- 健康増進時代（金曜 11:30 - 11:45）
- 勝ち抜きしりとり歌合戦（金曜 18:15 - 18:45）
- シャボン玉ホリデー（日曜 19:30 - 20:00（1時間遅れ）[22] → 日曜 18:30 - 19:00（同時ネット）。RKBから移行。）
- アベック歌合戦（火曜 18:15 - 18:45、よみうりテレビ制作）

### TVQ開局前に放送されていたテレビ東京系列の番組
特記のないものはテレビ東京製作、☆印はTVQ開局で移行
- 世界ビックリアワー
- おさな妻（1970 - 1971年頃に土曜  15:00 - 16:00枠で放送開始。再放送も80年前後にTNCで放送）
- 日米対抗ローラーゲーム（火曜 23:15 - 翌0:11枠 → 土曜 17:30 - 18:22枠 → 火曜 17:00 - 18:00枠）
- ドン・チャック物語（第1期の26話分のみを、1975年4月4日から金曜 18:00 - 18:30枠で先行放送）
- 闘え!ドラゴン（1975年4月4日から、金曜 19:00 - 19:30枠で放送開始）
- 国際プロレスアワー[注 26]
- ミラーファイト（1975年頃に月曜 - 金曜 17:30 - 18:00枠で、『トリプルファイター』などの短編番組と同時放送）
- 忍者キャプター（1976年4月2日から金曜 17:25 - 18:00枠 → 7月2日から金曜 19:00 - 19:30枠で先行放送）
- 快傑ズバット（1977年2月12日から、土曜 18:00 - 18:30枠で放送開始 再放送はTVQ開局前後にKBCで放送）
- 三波伸介の凸凹大学校（土曜 13:00 - 14:00枠。TNC送りでサガテレビへ同時ネット）
- とびだせ!マシーン飛竜（土曜 18:00 - 18:30枠）
- 新 木枯し紋次郎（日曜 13:30 - 14:30枠）
- ハロー! ピンクレディー（金曜 19:00 - 19:30枠。TNC送りでサガテレビへ同時ネット）
- スパイダーマン（土曜 18:00 - 18:30枠）
- ピンク・レディー物語 栄光の天使たち（金曜 19:00 - 19:30枠。TNC送りでサガテレビへ同時ネット）
- 未来ロボ ダルタニアス（土曜 18:00 - 18:30枠）
- ザ・スーパーガール（日曜 0:35 - 1:30枠）
- 闘士ゴーディアン（日曜 9:00 - 9:30枠）
- 宇宙大帝ゴッドシグマ（10日遅れの土曜 18:00 - 18:30枠）
- ツッパリやすしの60分（4月26日放送開始。日曜 11:00 - 11:54枠）
- 宇宙戦士バルディオス（1980年7月4日から12月26日までは金曜 19:00 - 19:30枠 → 1981年1月10日から1月31日までは土曜 7:30 - 8:00枠。TNC送りでサガテレビへ同時ネット）
- ゴールドライタン（日曜 9:00 - 9:30枠）
- 激突スターボウリング（1983年3月までは金曜 19:00 - 19:30枠 → 1983年4月以降は日曜 9:30 - 10:00枠で放送,80年代後半は平日午前中に不定期）
- 百獣王ゴライオン（土曜 18:00 - 18:30枠）
- もんもんドラエティ（日曜 11:00 - 12:00枠）
- 機甲艦隊ダイラガーXV（土曜 18:00-18:30枠）
- パソコンサンデー（月曜 0:25 - 0:55枠 → 0:35 - 1:05枠）
- 魔法のプリンセス ミンキーモモ（日曜 10:00 - 10:30枠 再放送はKBC）
- 光速電神アルベガス（土曜 18:00 - 18:30枠）
- タイムアイ（土曜 6:30 - 7:00枠 1991年3月まで。TVQ開局前、最後に放送されたテレビ東京の遅れネット番組）
- 桃太郎伝説（日曜 6:45 - 7:15・TVQ開局準備の為に13話で打ち切ったが、TVQでは放送されず）
- 演歌の花道（日曜 0:35 - 1:05枠、☆）
- 漢方健康相談（土曜 6:45 - 7:00枠）
- お笑い名人会
- 話題のひととき
- ドラマ・女の四季
- 日曜ビッグスペシャル（日曜 10:30 - 12:00 90分編集版 1991年3月放送終了）
- 大江戸捜査網（初回放送はRKBで実施。80年代半ば、9:55-10:55枠で杉良太郎編を事実上の再放送。KBCも同時期に午前10時台に再放送）
- おいろけ寄席（水曜 22:45 - 23:00）
- あぶない少年（月 - 金 17:00 - 17:55 全シリーズ）
- 日本歌謡大賞（テレビ東京が担当した1971年第2回、1975年第6回、1979年第10回、1983年第14回、1987年第18回を時差ネットで放送）
- 六三四の剣（曜日不明 16:30 - 17:00）
- 女殺し屋花笠お竜（水曜　23:15 - 翌0:15枠）
- 知って得するゼミナール（日曜日　10:00 - 11:00枠）
- 美律子の演歌一夜（テレビ大阪制作。TVQ開局後も引き続きTNCで放送）
- 仁鶴・たか子の夫婦往来（毎日放送制作。腸捻転解消でTBS系番組となった後も地元スポンサーの関係上1976年3月までTNCで放送後、同年4月からRKBへ移行）

### 過去に放送されていた系列外局制作番組
- 北のつり（北海道テレビ制作）[23]

### 午後の再放送枠で放送された韓国ドラマ
- 華麗なる遺産
- 花より男子〜Boys Over Flowers
- ベートーベン・ウィルス〜愛と情熱のシンフォニー〜
- オールイン 運命の愛
- 製パン王 キム・タック
- 逆転の女王

### 本社が高宮にあった頃にネットされていたフジテレビ系列の番組
- （1974年12月1日 - 1996年8月4日）◇は本社が百道浜に移転してからもしばらく放送。 また☆は現在も放送中。
- FNNテレビ朝刊→FNNモーニングワイド ニュース&スポーツ→FNNモーニングコール→FNN朝駆け第一報!→FNN World Uplink→FNN おはよう!サンライズ
- ◇☆めざましテレビ
- ◇報道2001
- ひらけ!ポンキッキ→◇ポンキッキーズ
- ママとあそぼう!ピンポンパン
- FNNニュースレポート11:30→◇FNNスピーク
- FNNニュースレポート6:00→◇FNNスーパータイム
- FNNニュースレポート23:00→FNNニュース工場→FNN DATE LINE→FNN NEWSCOM→◇ニュースJAPAN
- 小川宏ショー→◇おはよう!ナイスデイ
- ◇森田一義アワー 笑っていいとも!
- ライオン奥様劇場→ライオンのいただきます→◇ライオンのごきげんよう
- ◇東海テレビ制作昼の帯ドラマ
- 3時のあなた→タイム3→タイムアングル→TVクルーズ となりのパパイヤ→3時ヨこい!→◇ビックトゥデイ
- ◇☆サザエさん
- ◇☆ちびまる子ちゃん
- ◇☆ミュージックフェア
- ◇とんねるずのみなさんのおかげです
- ◇金曜エンターテイメント
- ◇ボキャブラ天国
- ◇SMAP×SMAP
- 夜のヒットスタジオ
- 花王名人劇場→◇花王ファミリースペシャル（関西テレビ制作）
- ねるとん紅鯨団（同上）
- 三枝の愛ラブ!爆笑クリニック（同上）
- ◇プロ野球ニュース
- クイズ!歌うぞ音楽王
- 木曜の怪談
- ◇火曜ワイドスペシャル
- 志村けんのオレがナニしたのヨ?
- よ!大将みっけ
- ◇THE WEEK
- ◇HEY!HEY!HEY!
- ほか

### 補足
- TVQ九州放送が存在しなかった頃のフジテレビ系ローカルセールス枠（金曜  19:00 - 20:00）では、長年に渡って東京12チャンネル → テレビ東京優先の放送枠となっていた。

### 特筆事項
- 1990年代より吉本興業福岡支社（福岡吉本）、2000年代後半よりワタナベエンターテインメント九州支部との関係が深く、自社制作番組には両社の所属タレントが多く起用されている。特に2009年から放送が始まった『ゴリパラ見聞録』はDVDが5000枚以上を売り上げる大ヒットを記録し、九州のみならず関東・関西・東北など全国各地の放送局へのネット、更にCSのフジテレビONEによる事実上の全国放送も実現している。
- 競輪中継のうち、全国的にはテレビ東京系列で放映される決勝が16時から全国ネットされる「イベント競輪」と呼ばれるものについては、TVQ開局前はTNCが放送していた。特に小倉競輪場で行われていた競輪祭については、16時までの独立UHF局向けを含めTNCが制作し、テレビ東京系や独立UHF局ほかに送出していた。
- 1980年代には、TNCの編成から外れたローカルセールス枠のフジテレビ系アニメ・特撮番組（『Xボンバー』『めちゃっこドタコン』『ハニーハニーのすてきな冒険』など）がFBSで放送された。
- 1991年にTVQが開局したあとも、テレビ東京の番組をネットするケースが度々発生しており、2002年に放映されたテレビ東京のアニメ『フォルツァ!ひでまる』は、TXNネットワークの中で唯一TVQでの放送がなかった。2009年から2014年にかけてテレビ東京・テレビ大阪などで放送した『DANCE@TV』も福岡地区ではTVQではなく、TNCで放送されていた。
- TBSで1974年に平日夕方に放送されていた『チャージマン研!』はRKBではなくてTNCが放送していた（午前7時50分 - 午前8時まで）。
- 形式的の製作局はフジテレビ単独である『長谷川町子物語〜サザエさんが生まれた日〜』の製作に協力し、福岡パートにおける一部の制作スタッフに当社に所属しているものが起用された。美術面でも直近に製作された『めんたいぴりり』から大道具や小道具の使い回しが多く目立った。NHK連続テレビ小説『マー姉ちゃん』では架空の企業に差し替えられていた西日本新聞社も差し替えなしでそのまま使われていた。
- 2014年10月の改編で平日午後2時 - 5時54分までの3時間54分がドラマの再放送枠に当てられていたが、2016年4月の改編で消滅し、2017年4月現在は土曜の午後1時 - 5時までの単発枠を使ってドラマの再放送を行っている。
- 日本中央競馬会（JRA）の小倉競馬場にて毎年6月末 - 7月上旬（2023年までは8月）に行われる北九州記念（GIII・芝1200m）のスポンサーでもある。

## キャンペーンソング
1981年（昭和56年）、宝塚歌劇団の麻実れい、遥くららによるイメージソング、「心に翼をつけよう」がリリースされた。作詞・岩谷時子、作曲・桑原研郎、編曲・松井忠重。高宮本社時代の放送開始・終了時の音楽に使用された。
1984年（昭和59年）に、当時まだ無名だったTM NETWORKの「FANTASTIC VISION」がイメージソングとして取り入れられた。放送開始・終了IDなどで使われていた。39年以上が経った2025年（令和7年）現在でも天気予報のBGMでこのインストゥルメンタル･アレンジ版が流れている。夜間帯の天気予報は番宣を兼ねたものが多く、この曲がBGMとして使われている枠は限られている。メロディーラインのない「インストのカラオケバージョン」も存在している。また、スタジオツアーズのCMでは歌入りのBメロが使われたこともあった。かつて放映されていたTNCスーパータイムの冒頭でもこの曲が使用されていた。

## アナウンサー・キャスター
アナウンサーは全員、アナウンス部所属（2012年から。かつてはスポーツ部や報道部にも所属し、それぞれの仕事に携わっていた）。※は福岡県出身。

### 男性
- 1987年 田久保尚英
- 1988年 川崎聡
- 1998年 大谷真宏（アナウンス部長）
- 2007年 坂梨公俊
- 2012年 松尾幸一郎、山口喜久一郎（西日本放送から移籍）
- 2024年 石橋弘崇※（北陸放送から移籍）

### 女性
- 2001年 津野瀬果絵
- 2006年 出口麻綾（2016年より総務部所属となっていたが、2021年に復帰）
- 2014年 橋本真衣
- 2017年 浜﨑日香里※
- 2019年 佐藤有里香
- 2020年 五十嵐悠香、高木晴菜
- 2021年 赤木希※

### 報道部キャスター
2013年度改編で女性契約職のみとなった。正社員で『TNCスーパーニュース』アンカーを務めていた岸本貴博（2011年入社、琉球朝日放送から移籍）は現場専従に戻る。
- 瀬山瑛子
- 花村枝里（2019年度新規採用。元琉球放送、長崎国際テレビ）
- 永野小夜子（2019年度新規採用。元ケーブルステーション福岡契約）
- 西方沙和子（2019年度新規採用。元長野放送）
- 坂本奈都美（2020年度新規採用。元宮崎放送契約、NHK宇都宮放送局契約）

報道部所属契約社員キャスターの扱いについて
- 『報道ワイド 記者のチカラ』の18時台及び『福岡NEWSファイル CUBE』におけるリポートや早朝・深夜帯の定時ニュースで原稿読みを担当する契約のキャスター（事実上記者・ニュース業務とニュース原稿のアナウンスを担当するカテゴリーに当たる）。
- 2011年度までは、フリーアナウンサーと個別に契約する形（ほとんどは専属）で同じような仕事をしていたが、2012年度に職制改正が行われ、単年（最長5年まで更新可）契約の社員に移行した。
- 担当する定時ニュースは『FNN Live News α』及び週末最終の『すぽると!』におけるTNCエリアニュースと夜間の気象情報である。

## 過去に在籍したアナウンサー・キャスター
●は故人。

### 男性
- 1967年
  - 佐藤征一（ - 2004年。定年まで勤務。FOX SPORTS ジャパンのホークス戦実況担当アナとして活躍した）
- 1968年
  - 城野昭（ - 1973年在籍、毎日放送に移籍した後2004年定年退職。後にCS放送・GAORA専属アナとしてプロ野球実況を中心に活躍していたが、2010年をもって引退）
- 1972年
  - 高橋幸平（ - 2009年。アナウンス部長として定年まで勤務）
- 2007年
  - 江坂透（2012年人事で兼任していたスポーツ部専属となりディレクターに）
- 2019年
  - 阿江保智（ - 2022年。現在シグマ・セブン所属）
- 2020年
  - 白石拓夢（ - 2022年1月）
- 明石哲也●（テレポートTNCキャスター、その後TNCの子会社であるVSQ社長を務めた。2022年に死去）
- 安藤正春●（2005年に死去）
- 久保歩
- 河野裕道（現在は福岡市内にある保険代理店 の代表取締役社長を務める）
- 桜内良憲
- 原満幸（営業局大阪支社長。『TNCスーパーニュース』キャスター在籍中（2003.11 - 2008.3）にアナウンス部兼務）
- 樋口教高（テレポートTNCなど報道番組に出演。後に解説委員としてTNCジャーナルのキャスターを担当）
- 堀川洋

### 女性
- 1969年
  - 迎恵子
- 1971年
  - 大里章子
- 1973年
  - 馬場明子[25]（編成制作局制作部ディレクターを歴任）
- 1991年
  - 田中千寿江（1994年4月から1997年3月まで『めざましテレビ』TNC担当リポーターを担当。以前は、中京テレビのアナウンサーとして『ズームイン!!朝!』の「プロ野球イレコミ情報」に出演していた。現在はフリーアナウンサーと並行して、地域ボランティア劇団「千夜一夜座」の主宰として演劇活動を行っている）
- 1996年
  - 池崎美盤（ - 2000年、NHK-BSニュースキャスターを経て現在はフリー）
  - 藤城真木子（ - 2002年、現在は共同テレビジョン所属のアナウンサー）
- 1999年
  - 永谷裕香（ - 2004年、その後TBSニュースバードキャスターを歴任。アフリカ支援をライフワークとしている）
- 2002年
  - 高山梨香（ - 2009年7月3日）
- 2003年
  - 畑野優理子（ - 2007年、現在は元プロ野球選手の馬原孝浩夫人）
- 2006年
  - 牧尾結衣（現役時代はスポーツ部と報道部に交互に兼属し、2012年アナウンサーを卒業。現在は総務局総務部所属[注 28]）
- 2008年
  - 新垣泉子（育児休暇後2023年7月人事でアナウンス部を離れ、営業部所属になった）
- 2010年
  - 四位知加子（2021年7月にアナウンス部を離れた）
- 臼杵昭子
- 坂本明子
- 竹嶋純江
- 波止公子
- 花田早苗
- 真鍋恵子
- 森博子

### 契約キャスター
- 青山和代
- 井上裕子
- 岩永暁子（北九州支社所属、日本テレビ番組ディレクターを経て現在は宮崎放送報道部記者）
- 植田有紀子（元山梨放送アナウンサー、2014年 - 2015年。現在は圭三プロダクション所属）
- 金子由香梨（元沖縄テレビアナウンサー）
- 花村多恵子
- 三浦槇（退職後帰郷し、NHK熊本放送局キャスター）
- 須河内雅子（元山口朝日放送アナウンサー）
- 前田恵
- 高岡尚代（元NHK熊本放送局キャスター。退社後福岡放送→CS放送医療福祉チャンネルアナウンサー）
- 瀬山英子（元テレビ熊本アナウンサー。2003年ごろ[いつ?]）
- 高橋優子（元長崎文化放送アナウンサー、退社後はNHK大阪放送局契約キャスターなど）
- 室屋典子（元鹿児島テレビ放送アナウンサー、現：フリーアナウンサー）
- 吉岡美瑞穂（元NHK鳥取放送局キャスター、北九州支社専属→本社報道部付北九州担当）
- 石橋益由規（元テレビ熊本報道記者）
- 黒木香（2008年に結婚、旧姓は「弘中」。元テレビ長崎アナウンサー）
- 板井環奈（元NHK大分放送局キャスター）
- 松尾恵子（元宮崎放送契約アナウンサー、妹はテレビ朝日アナウンサーの松尾由美子）
- 三瓶晶子（移行採用[要説明]。元テレビ愛媛アナウンサー）
- 正福里奈（元RKBラジオのスナッピー）
- 竹島七美（旧姓：河野）
- 桑原麻衣（移行採用。2008年度は休止していた）
- 松崎さとみ（2013年1月から3か月間のみの短期契約）
- 下松小百合（『スーパーニュース』番組出演契約）
- 吉谷あゆ（移行採用。元日本道路交通情報センターなど）
- 森久珠江（2013年9月新規採用。大分、福岡でケーブルテレビ局のキャスターを歴任）
- 矢野美沙（2018年度新規採用。元富山テレビ、その後富山テレビに復帰）
- 毛利千亜樹（熊本県出身、2012年度新規採用。元NHK契約）
- 柿木綾乃（2018年度新規採用。元熊本放送）

## キャッチコピー
- 地域に密着した 明るく楽しい番組 TNC（1970年代後半）
- 緑の丘からハッピーピッ。（CI導入後）

以上の2つは、前述の福岡放送会館内に本社があった頃に使用。
- 福岡まる見せ（1980年代後半）
- テレビは、生活の調味料。（1980年代後半）
- 関係したいTNC（百道浜移転後 - 2001年（平成13年））
- てれビ〜ムTNC（2001年（平成13年） - 2007年（平成19年））
- おっ!?テレ西（2007年（平成19年） - 2015年（平成27年））
- ※8ちゃんねるです。（2015年（平成27年） - 2017年（平成29年）9月）
- どうした? TИC（仮）（2017年（平成29年）10月 - 2018年（平成30年）3月）
- ロックに。自由に。TNC（2018年（平成30年）4月 - 2022年（令和4年））
- ピタッと。TNC（2023年（令和5年）3月4日 - ）

ただし番宣番組は、変更後3か月間はてれビ〜ムTNCのままであった。

## マスコットキャラクター
- カッパのティー坊（1964年（昭和39年） - 1981年（昭和56年））
- ハッピーくん（1981年（昭和56年） - 1988年（昭和63年））
- キューちゃん（1988年（昭和63年） - 1996年（平成8年、百道浜移転前））
- てれビー（2001年（平成13年、百道浜移転後） - ）
- てんタマくん（2018年（平成30年）4月 - ） - お天気キャラクター

## TNCスタジオツアーズ
放送会館4階にてスタジオやマスタールームや各放送局のめざまし君の一覧などを無料で見学ができるようになっていたが、事情により2012年（平成24年）1月で閉鎖された。

## 関連企業
- VSQ
- TNC放送会館

## 新聞の番組表の扱い
- 西日本新聞 福岡県版では、NHKの隣（総合・Eテレから見て3番目）にフルサイズで収録。
- 西日本スポーツ 福岡・佐賀のほぼ全域で発行される遅版（通常は4版）では他の在福局共々フルサイズ（同系列のSAGA TV、テレビ長崎も同）、それ以外の九州各県で配布される早版（3版）では民放テレビ局で唯一のフルサイズでの収録となっている。
- 朝日新聞西部本社、毎日新聞西部本社、読売新聞西部本社
  - 福岡県で配布される版はすべて最終頁にフルサイズで収録。
  - 佐賀県で配布される版は、朝日はフルサイズで中頁、毎日と読売は最終頁にハーフサイズで収録。
  - 長崎県・熊本県・宮崎県・鹿児島県（宮崎・鹿児島は毎日のみ）で配布される版はすべて中頁にハーフサイズで収録。
  - 大分県で配布される版は、朝日が最終頁ハーフサイズ、毎日が最終頁フルサイズ、読売は中頁ハーフサイズと収録形式は異なっている。
  - 山口県で配布される版は、朝日は最終頁（山口東版のみ中頁）にハーフサイズ、毎日と読売は最終頁にフルサイズ（毎日の東部版と島根県石見版・読売の岩柳版のみ中頁ハーフサイズ）で収録。
- 産経新聞西部本部 RKB毎日の隣（NHKテレビ（総合）から見て3番目）にフルサイズで収録している。
- 日本経済新聞西部支社 TVQ九州放送の隣（NHK総合・Eテレから見て7番目）にフルサイズで収録している。
- 佐賀新聞では、地元局であるSAGA TVの隣（NHK佐賀（総合・Eテレ）から見て4番目）にフルサイズで収録している。

## ケーブルテレビ再送信局
以下のケーブルテレビでは、TNCの再送信が実施されている。地上デジタル放送では日本民間放送連盟が「特例地域」（後述）におけるNNN/ANN/JNN/FNNのうち存在しない系列を除き区域外再放送を禁止する方針を打ち出しているが、実際には下記のように特例地域以外の県へ区域外再放送されている。
佐賀県については徳島県とともに地元の民放テレビ局が1社しかない（佐賀県はサガテレビ（sts））ことから「特例地域」としての位置付けである。だだしstsがTNCと同一系列であるため本来なら区域外再放送の対象とはならないが、TNC側が地上デジタル放送においての区域外再放送に同意し、stsもTNC再送信の許可を出した。
- 背景には、元々佐賀県内でTNCを直接受信できるエリアが多く、さらにTNCが九州電力に次ぐstsの大株主である為だと考えられる（TNCに次ぐ大株主は西日本新聞社と地元の佐賀新聞社）。このためstsでは未ネットの『ミュージックフェア』等を本局で見ることができる。また、当初リモコンキーID「8」を希望したstsは、この事情から「3」にしたともされる。
- デジタル放送の再送信許可は、佐賀県内のケーブルテレビ会社の共同出資による佐賀デジタルネットワーク社に対して出されており、各社はこの会社に出資し回線を接続して再送信を行う。2007年（平成19年）1月9日以降、準備が整った会社から順次正式に再送信を開始。

大分県のケーブルテレビ局でもTNCの地上デジタル放送の区域外再放送を2007年（平成19年）4月 - 2009年（平成21年）4月までに開始した。これは、大分県の民放テレビ局・テレビ大分が日本テレビ系列とフジテレビ系列のクロスネットを行っており、放送格差を無くそうとした行政の働きかけによる結果である。
FNS系列局がない山口県内の一部のケーブルテレビ局も再送信は継続しており、デジタル放送も順次開始された。反対にFNS系列のフルネット局・テレビ長崎がある長崎県では、紆余曲折の末有明海沿岸・壱岐・対馬などの各業者がTNCのデジタル波の再送信を実施している。
※太字はデジタル波も再送信
- 山口県
  - J:COM 下関
  - Kビジョン
  - シティーケーブル周南
  - 萩テレビ(はあぶビジョン)
  - ほっちゃテレビ
  - 山口ケーブルビジョン（C-able）
- 佐賀県
  - 佐賀デジタルネットワーク ※佐賀シティビジョン社に設置。以下の佐賀県内の全ての局がここより配信を受ける形となっている。
  - 佐賀シティビジョン（ぶんぶんテレビ）
  - CRCCメディア（くーみんブロードバンド）
  - ケーブルワン（CableOne）
  - 唐津ケーブルテレビジョン（ぴ〜ぷる））
  - 伊万里ケーブルテレビジョン ※デジタルのみ
  - テレビ九州
  - 多久ケーブルテレビ
  - 藤津ケーブルテレビジョン
  - ネットフォー
  - ネット鹿島
  - ふじ有線テレビ
- 長崎県
  - ケーブルテレビジョン島原（カボチャテレビ）
  - 対馬市CATV
  - 壱岐市ケーブルテレビ （2011年（平成23年）4月開局）※開局と同時に再送信開始
  - 諫早ケーブルテレビジョン放送
  - ひまわりてれび （2012年（平成24年）2月1日開始）
- 大分県
  - 大分ケーブルテレコム（J:COM 大分）※トランスモジュレーション方式でデジタル波再送信中
  - 大分ケーブルネットワーク（OCN）※トランスモジュレーション方式でデジタル波再送信中
  - CTBメディア（CTB）※トランスモジュレーション方式でデジタル波再送信中（光エリアでは、パススルー方式で デジタル波再送信中）
  - KCVコミュニケーションズ（日田）※パススルー方式でデジタル波再送信中
  - ケーブルテレビ佐伯（CTS）※パススルー方式でデジタル波再送信中
  - 臼杵ケーブルネット（U-net）※パススルー方式でデジタル波再送信中
  - 東大分システム※パススルー方式でデジタル波再送信中（2012年（平成24年）1月中旬開始） ※当初デジタルでは、テレビ愛媛を区域外再放送していたが当局へ変更。
  - 佐賀関テレビ共聴
  - 鶴見ケーブルテレビ（CAT-TV）
  - 弥生ケーブルテレビ※CTS経由
  - 直川ケーブルテレビ※CTS経由
  - 本匠ケーブルテレビ（ホタル）※CTS経由
  - ケーブルテレビかまえ※CTS経由
  - 豊後高田市ケーブルネットワーク施設※パススルー方式でデジタル波再送信中
  - 国東市ケーブルテレビセンター※パススルー方式でデジタル波再送信中
  - 杵築市ケーブルネットワーク（KDT杵築ど〜んとテレビ）※トランスモジュレーション方式でデジタル波再送信中
  - 姫島村ケーブルテレビ（ケーブルテレビ姫島）
  - 北大ケーブル情報センター（中津）
  - 玖珠テレビ組合
  - 大山有線テレビ（OYT）
  - 豊後大野市ケーブルテレビ